# Андромеда XIV
Андроме́да XIV (And XIV) — карликовая сфероидальная галактика в созвездии Андромеда на расстоянии 2,90 млн световых лет от Солнца.

## Открытие
Обнаружена в 2007 году командой астрономов под руководством Стивена Р. Маджевского
.

## Расположение
Эта галактика входит в Местную группу галактик и скорее всего вращается вокруг Галактики Андромеды.